# Jacobaea

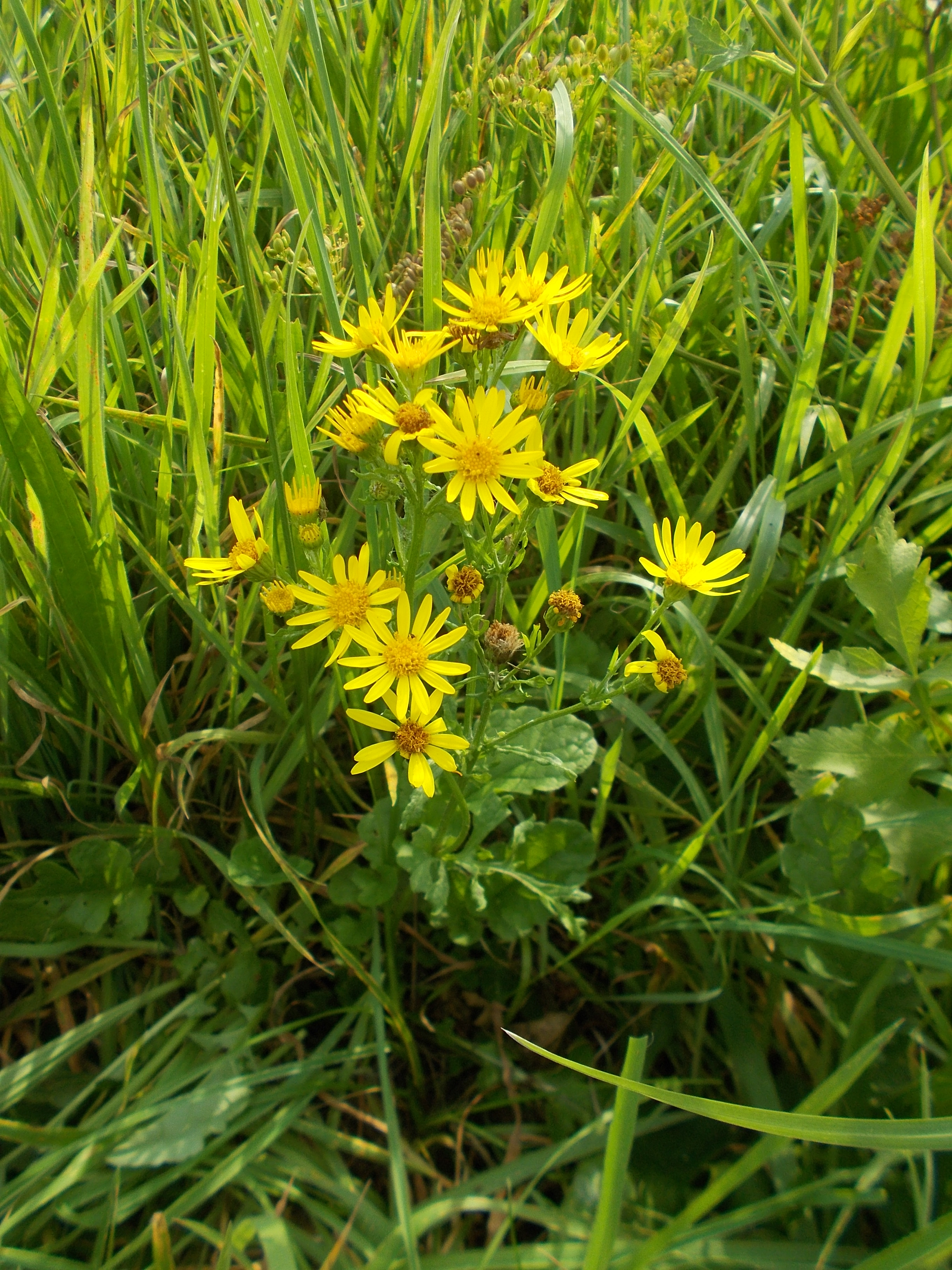
Starzec wodny

Jacobaea – rodzaj roślin z rodziny astrowatych. Obejmuje ok. 65 gatunków. Do przełomu XX i XXI wieku rośliny te klasyfikowane były w randze sekcji w obrębie rodzaju Senecio. Badania molekularne wykazały ich odrębność i potrzebę wyodrębnienia w randze osobnego rodzaju. Rośliny te występują w Europie, północno-zachodniej Afryce, w Azji oraz na północy Ameryki Północnej. W Polsce rośnie osiem gatunków.
Jako ozdobny uprawiany jest starzec popielny J. maritima. Różne gatunki są wykorzystywane jako lecznicze.

## Rozmieszczenie geograficzne

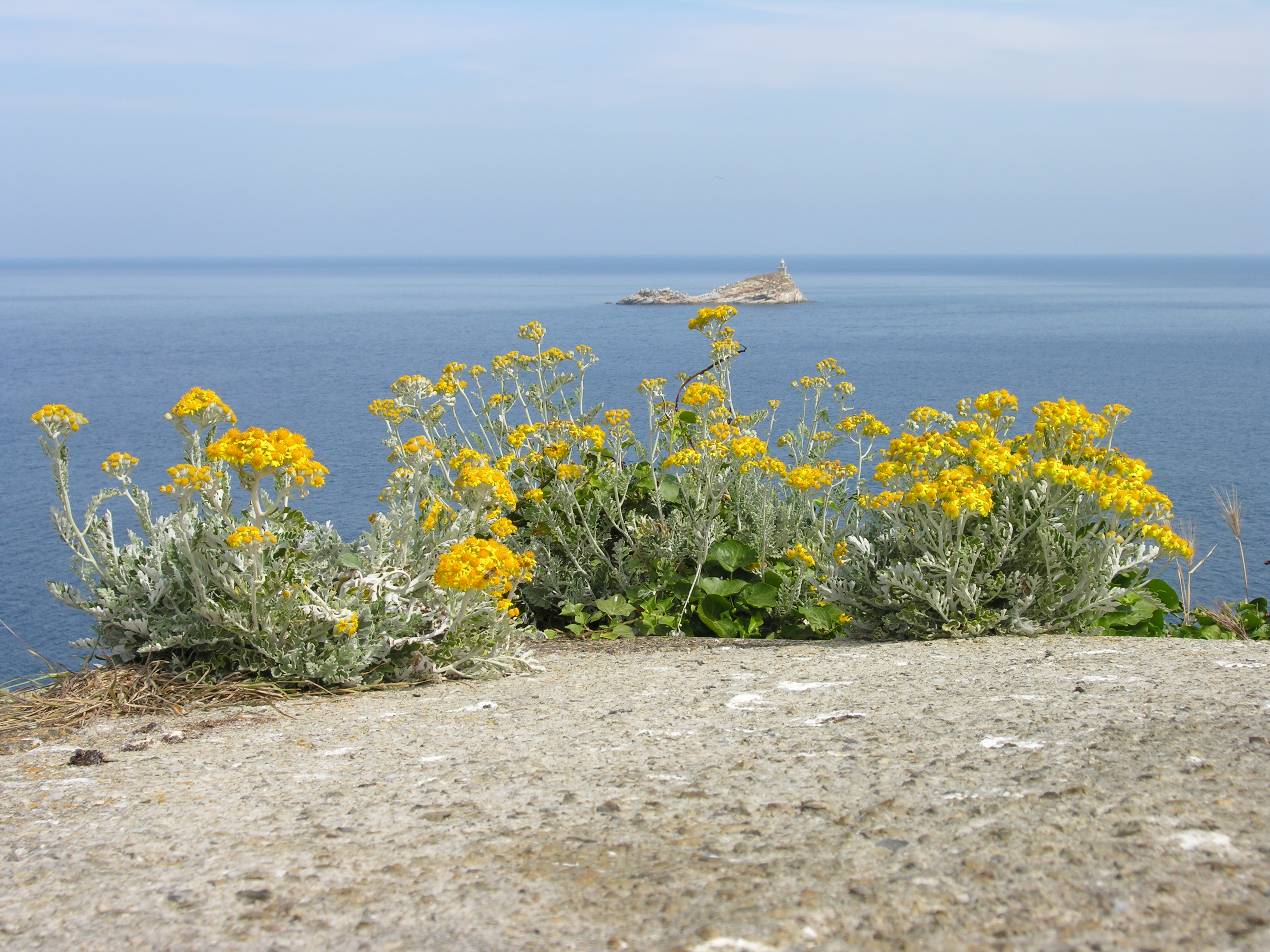
Starzec popielny

Zasięg rodzaju obejmuje niemal całą Europę i Azję (bez jej południowej, tropikalnej części), poza tym północno-zachodnią Afrykę oraz północno-zachodnią i północno-wschodnią część Ameryki Północnej.
Gatunki flory Polski
Pierwsza nazwa naukowa według listy krajowej, druga – obowiązująca według bazy taksonomicznej Plants of the World online
- starzec bagienny Senecio paludosus L. ≡ Jacobaea paludosa (L.) G.Gaertn., B.Mey. & Scherb.
- starzec gorczycznikowy, s. gorycznikowy Senecio barbaraeifolius (Krock.) Wimm. & Grab.) ≡ Jacobaea erratica (Bertol.) Fourr.
- starzec górski Senecio subalpinus W.D.J. Koch ≡ Jacobaea subalpina (W.D.J.Koch) Pelser & Veldkamp
- starzec jakubek Senecio jacobaea L. ≡ Jacobaea vulgaris Gaertn.
- starzec karpacki Senecio carpaticus Herbich ≡ Jacobaea abrotanifolia subsp. carpathica (Herbich) B.Nord. & Greuter
- starzec kraiński Senecio carniolicus Willd. ≡ Jacobaea carniolica (Willd.) Schrank
- starzec srebrzysty, s. wąskolistny Senecio erucifolius L. ≡ Jacobaea erucifolia (L.) G.Gaertn., B.Mey. & Scherb.
- starzec wodny Senecio aquaticus Hill ≡ Jacobaea aquatica (Hill) G.Gaertn., B.Mey. & Scherb.

## Systematyka
Rodzaj z podplemienia Senecioninae plemienia Senecioneae z podrodziny Asteroideae i rodziny astrowatych Asteraceae.
Gatunki tu zaliczane tradycyjnie włączane były i wciąż jeszcze bywają do rodzaju starzec Senecio jako sekcja Jacobaea. Analizy molekularne w pierwszych latach XXI wieku wykazały polifiletyzm tradycyjnego ujęcia rodzaju Senecio, którego różne grupy gatunków występują zmieszane w różnych pozycjach drzewa filogenetycznego plemienia Senecioneae. Jedną z takich grup bliżej spokrewnionych z kilkoma innymi rodzajami (np. Packera) niż z Senecio jest dotychczasowa sekcja Jacobaea. W efekcie w wielu ujęciach systematycznych rodzaj zaczął być wyodrębniany.
Wykaz gatunków
- Jacobaea abrotanifolia Moench
- Jacobaea adonidifolia (Loisel.) Pelser & Veldkamp
- Jacobaea × albescens (Burb. & Colgan) Verloove & Lambinon
- Jacobaea alpina (L.) Moench
- Jacobaea ambigua (Biv.) Pelser & Veldkamp
- Jacobaea ambracea (Turcz. ex DC.) B.Nord.
- Jacobaea analoga (DC.) Veldkamp
- Jacobaea andrzejowskyi (Tzvelev) B.Nord. & Greuter
- Jacobaea aquatica (Hill) G.Gaertn., B.Mey. & Scherb. – starzec wodny
- Jacobaea auricula (Bourg. ex Coss.) Pelser
- Jacobaea boissieri (DC.) Pelser
- Jacobaea borysthenica (DC.) B.Nord. & Greuter
- Jacobaea buschiana (Sosn.) B.Nord. & Greuter
- Jacobaea × calvescens (Moris & De Not.) B.Bock
- Jacobaea candida (C.Presl) B.Nord. & Greuter
- Jacobaea cannabifolia (Less.) E.Wiebe
- Jacobaea carniolica (Willd.) Schrank – starzec kraiński
- Jacobaea chassanica (Barkalov) A.E.Kozhevn.
- Jacobaea cilicia (Boiss.) B.Nord.
- Jacobaea delphiniifolia (Vahl) Pelser & Veldkamp
- Jacobaea disjuncta (Flatscher, Schneew. & Schönsw.) Galasso & Bartolucci
- Jacobaea echaeta (Y.L.Chen & K.Y.Pan) B.Nord.
- Jacobaea erratica (Bertol.) Fourr. – starzec gorczycznikowy
- Jacobaea erucifolia (L.) G.Gaertn., B.Mey. & Scherb. – starzec srebrzysty
- Jacobaea ferganensis (Schischk.) B.Nord. & Greuter
- Jacobaea gallerandiana (Coss. & Durieu) Pelser
- Jacobaea gibbosa (Guss.) B.Nord. & Greuter
- Jacobaea gigantea (Desf.) Pelser
- Jacobaea gnaphalioides (Spreng.) Veldkamp
- Jacobaea grandidentata (Ledeb.) Vasjukov
- Jacobaea incana (L.) Veldkamp
- Jacobaea inops (Boiss. & Balansa) B.Nord.
- Jacobaea insubrica (Chenevard) Galasso & Bartolucci
- Jacobaea korshinskyi (Krasch.) B.Nord.
- Jacobaea kuanshanensis (C.I Peng & S.W.Chung) S.S.Ying
- Jacobaea leucophylla (DC.) Pelser
- Jacobaea × lichtensteinensis B.Bock
- Jacobaea × liechtensteinensis (Murr) Rottenst.
- Jacobaea litvinovii (Schischk.) Zuev
- Jacobaea lycopifolia (Desf. ex Poir.) Greuter & B.Nord.
- Jacobaea × lyratifolia (Rchb.) B.Bock
- Jacobaea maritima (L.) Pelser & Meijden – starzec popielny, s. srebrzysty
- Jacobaea maroccana (P.H.Davis) Pelser
- Jacobaea minuta (Cav.) Pelser & Veldkamp
- Jacobaea × mirabilis (Gaut. ex Rouy) B.Bock
- Jacobaea mollis (Willd.) B.Nord.
- Jacobaea morrisonensis (Hayata) S.S.Ying
- Jacobaea mouterdei (Arènes) Greuter & B.Nord.
- Jacobaea multibracteolata (C.Jeffrey & Y.L.Chen) B.Nord.
- Jacobaea norica (Flatscher, Schneew. & Schönsw.) Galasso & Bartolucci
- Jacobaea nudicaulis (Buch.-Ham. ex D.Don) B.Nord.
- Jacobaea ornata (Druce) Greuter & B.Nord.
- Jacobaea × ostenfeldii (Druce) B.Bock
- Jacobaea othonnae (M.Bieb.) C.A.Mey.
- Jacobaea paludosa (L.) G.Gaertn., B.Mey. & Scherb. – starzec bagienny
- Jacobaea pancicii (Degen) Vladimir. & Raab-Straube
- Jacobaea persoonii (De Not.) Pelser
- Jacobaea pseudoarnica (Less.) Zuev
- Jacobaea racemosa (M.Bieb.) Pelser
- Jacobaea racemulifera (Pavlov) C.Ren & Q.E.Yang
- Jacobaea raphanifolia (Wall. ex DC.) B.Nord.
- Jacobaea renardii (C.Winkl.) B.Nord.
- Jacobaea sandrasica (P.H.Davis) B.Nord. & Greuter
- Jacobaea schischkiniana (Sofieva) B.Nord. & Greuter
- Jacobaea subalpina (W.D.J.Koch) Pelser & Veldkamp – starzec górski
- Jacobaea tarokoensis (C.I Peng) S.S.Ying
- Jacobaea taurica (Konechn.) Mosyakin & Yena
- Jacobaea thuretii (Briq. & Cavill.) B.Bock
- Jacobaea tibetica (Hook.f.) B.Nord.
- Jacobaea trapezuntina (Boiss.) B.Nord.
- Jacobaea uniflora (All.) Veldkamp
- Jacobaea vulgaris Gaertn. – starzec jakubek